# Taufbecken (Auhausen)

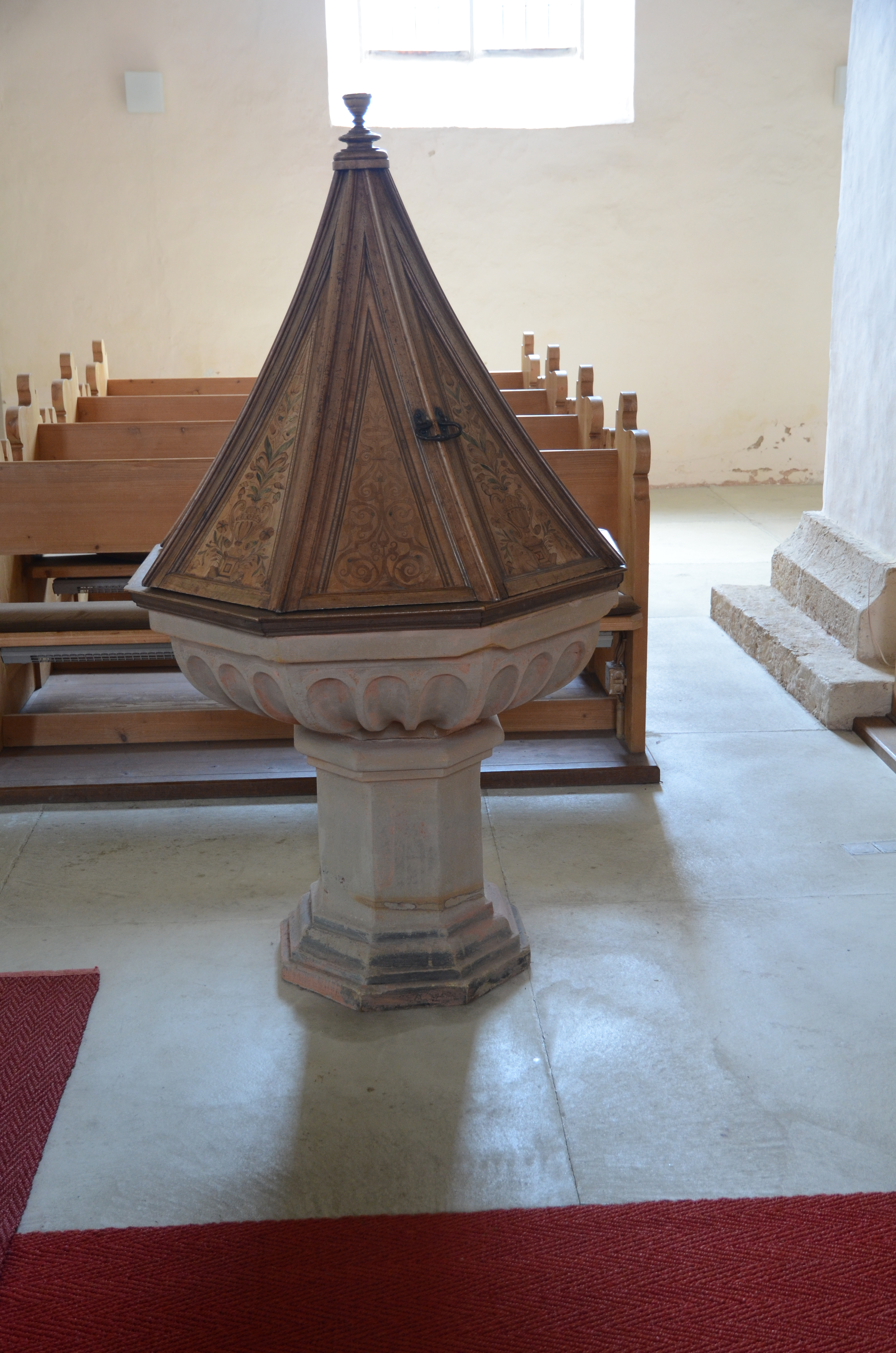
Taufbecken in Auhausen

Das Taufbecken in der evangelisch-lutherischen Pfarrkirche St. Maria in Auhausen, einer Gemeinde im Landkreis Donau-Ries im bayerischen Regierungsbezirk Schwaben, wurde 1696 geschaffen. Das Taufbecken ist als Teil der Kirchenausstattung ein geschütztes Baudenkmal.
Das barocke Taufbecken wurde von „Georg Tremel“ und das Metallbecken in der Schale wurde von „Hans Barthel Schaller, Müller dahier“ im Jahr 1696 gestiftet. Die Basis, der Sockel und die Schale sind achtseitig gebrochen.
Der ebenfalls achtseitige Holzdeckel mit Intarsien stammt aus dem Jahr 1697.